# Eray Cömert
Eray Cömert (ur. 4 lutego 1998 w Rheinfelden) – szwajcarski piłkarz pochodzenia tureckiego występujący na pozycji obrońcy w FC Nantes (na wypożyczeniu z hiszpańskiego klubu Valencia CF) oraz w reprezentacji Szwajcarii.

## Kariera klubowa

### FC Basel
W 2009 roku dołączył do akademii FC Basel. Zadebiutował 7 maja 2016 w meczu Swiss Super League przeciwko FC Zürich (2:3). 1 lipca 2016 został na stałe przesunięty do pierwszego zespołu. W sezonie 2015/16 jego zespół zajął pierwsze miejsce w tabeli zdobywając mistrzostwo Szwajcarii. W kwalifikacjach do Ligi Mistrzów zadebiutował 1 sierpnia 2018 w meczu przeciwko PAOK FC (0:3). Pierwszą bramkę zdobył 23 sierpnia 2018 w meczu kwalifikacji do Ligi Europy przeciwko Apollon Limassol (3:2). Pierwszą bramkę w lidze zdobył 25 listopada 2018 w meczu przeciwko FC Luzern (1:1). 15 maja 2019 jego drużyna zwyciężyła w finale Pucharu Szwajcarii przeciwko FC Thun (2:1) i zdobyła trofeum. W sezonie 2018/19 jego zespół zajął drugie miejsce w tabeli zdobywając wicemistrzostwo Szwajcarii. 19 września 2019 zadebiutował w fazie grupowej Ligi Europy w meczu przeciwko FK Krasnodar (5:0).

### FC Lugano
3 marca 2017 udał się na półroczne wypożyczenie do drużyny FC Lugano. Zadebiutował 19 marca 2017 w meczu Swiss Super League przeciwko BSC Young Boys (0:2).

### FC Sion
6 lipca 2017 został wysłany na roczne wypożyczenie do klubu FC Sion. Zadebiutował 23 lipca 2017 w meczu Swiss Super League przeciwko FC Thun (0:1).

### Valencia CF
25 stycznia 2022 został wykupiony przez Valencię za 800 tysięcy euro. Zadebiutował 2 lutego w starciu 1/4 Pucharu Króla przeciwko Cadiz (2:1).

## Kariera reprezentacyjna

### Szwajcaria
W 2019 roku otrzymał powołanie do reprezentacji Szwajcarii. Zadebiutował 18 listopada 2019 w meczu eliminacji do Mistrzostw Europy 2020 przeciwko reprezentacji Gibraltaru (1:6).

## Statystyki

### Klubowe
(aktualne na dzień 28 lipca 2025)
| Klub                   | Sezon              | Liga               | Liga  | Liga   | Puchar kraju | Puchar kraju | Europa | Europa | Inne  | Inne   | Suma  | Suma   |
| Klub                   | Sezon              | Liga               | Mecze | Bramki | Mecze        | Bramki       | Mecze  | Bramki | Mecze | Bramki | Mecze | Bramki |
| ---------------------- | ------------------ | ------------------ | ----- | ------ | ------------ | ------------ | ------ | ------ | ----- | ------ | ----- | ------ |
| FC Basel               | 2015/16            | Swiss Super League | 5     | 0      | 0            | 0            | 0      | 0      | –     | –      | 5     | 0      |
| FC Basel               | Ogólnie            | Ogólnie            | 5     | 0      | 0            | 0            | 0      | 0      | –     | –      | 5     | 0      |
| FC Lugano (wyp.)       | 2016/17            | Swiss Super League | 12    | 0      | 2            | 0            | –      | –      | –     | –      | 14    | 0      |
| FC Lugano (wyp.)       | Ogólnie            | Ogólnie            | 12    | 0      | 2            | 0            | 0      | 0      | –     | –      | 14    | 0      |
| FC Sion (wyp.)         | 2017/18            | Swiss Super League | 12    | 0      | 0            | 0            | 0      | 0      | –     | –      | 12    | 0      |
| FC Sion (wyp.)         | Ogólnie            | Ogólnie            | 12    | 0      | 0            | 0            | 0      | 0      | –     | –      | 12    | 0      |
| FC Basel               | 2018/19            | Swiss Super League | 24    | 1      | 2            | 0            | 5      | 1      | –     | –      | 31    | 2      |
| FC Basel               | 2019/20            | Swiss Super League | 33    | 2      | 3            | 0            | 14     | 1      | –     | –      | 50    | 3      |
| FC Basel               | 2020/21            | Swiss Super League | 30    | 1      | 0            | 0            | 3      | 0      | –     | –      | 33    | 1      |
| FC Basel               | 2021/22            | Swiss Super League | 9     | 1      | 2            | 0            | 8      | 0      | –     | –      | 19    | 1      |
| Ogólnie                | Ogólnie            | Ogólnie            | 96    | 5      | 7            | 0            | 30     | 2      | –     | –      | 133   | 7      |
| Valencia CF            | 2021/22            | LaLiga             | 8     | 0      | 1            | 0            | –      | –      | –     | –      | 9     | 0      |
| Valencia CF            | 2022/23            | LaLiga             | 23    | 1      | 1            | 0            | –      | –      | 1     | 0      | 25    | 1      |
| Ogólnie                | Ogólnie            | Ogólnie            | 31    | 1      | 2            | 0            | –      | –      | 1     | 0      | 34    | 1      |
| FC Nantes (wyp.)       | 2023/24            | Ligue 1            | 25    | 2      | 2            | 0            | –      | –      | –     | –      | 27    | 2      |
| Ogólnie                | Ogólnie            | Ogólnie            | 25    | 2      | 2            | 0            | –      | –      | –     | –      | 27    | 2      |
| Real Valladolid (wyp.) | 2024/25            | LaLiga             | 25    | 0      | 3            | 0            | –      | –      | –     | –      | 28    | 0      |
| Ogólnie                | Ogólnie            | Ogólnie            | 25    | 0      | 3            | 0            | –      | –      | –     | –      | 28    | 0      |
| Ogólnie w karierze     | Ogólnie w karierze | Ogólnie w karierze | 206   | 8      | 16           | 0            | 30     | 2      | 1     | 0      | 253   | 10     |

### Reprezentacyjne
(aktualne na dzień 28 lipca 2025)
| Reprezentacja | Rok     | Mecze | Bramki |
| ------------- | ------- | ----- | ------ |
| Szwajcaria    |         |       |        |
| 2019          | 1       | 0     |        |
| 2020          | 2       | 0     |        |
| 2021          | 4       | 0     |        |
| 2022          | 5       | 0     |        |
| 2023          | 2       | 0     |        |
| 2024          | 3       | 0     |        |
| 2025          | 1       | 0     |        |
| Ogólnie       | Ogólnie | 18    | 0      |

| Mecze i gole w reprezentacji | Mecze i gole w reprezentacji | Mecze i gole w reprezentacji | Mecze i gole w reprezentacji | Mecze i gole w reprezentacji | Mecze i gole w reprezentacji | Mecze i gole w reprezentacji | Mecze i gole w reprezentacji |
| Lp.                          | Data                         | Miejsce                      | Gospodarz                    | Gość                         | Wynik                        | Gol                          | Rozgrywki                    |
| ---------------------------- | ---------------------------- | ---------------------------- | ---------------------------- | ---------------------------- | ---------------------------- | ---------------------------- | ---------------------------- |
| 1.                           | 18.11.2019                   | Gibraltar                    | Gibraltar                    | Szwajcaria                   | 1:6                          |                              | el. ME 2020                  |
| 2.                           | 07.10.2020                   | St. Gallen                   | Szwajcaria                   | Chorwacja                    | 1:2                          |                              | Mecz towarzyski              |
| 3.                           | 11.11.2020                   | Heverlee                     | Belgia                       | Szwajcaria                   | 2:1                          |                              | Mecz towarzyski              |
| 4.                           | 31.03.2021                   | St. Gallen                   | Szwajcaria                   | Finlandia                    | 3:2                          |                              | Mecz towarzyski              |
| 5.                           | 30.05.2021                   | St. Gallen                   | Szwajcaria                   | Stany Zjednoczone            | 2:1                          |                              | Mecz towarzyski              |
| 6.                           | 03.06.2021                   | St. Gallen                   | Szwajcaria                   | Liechtenstein                | 7:0                          |                              | Mecz towarzyski              |
| 7.                           | 01.09.2021                   | Bazylea                      | Szwajcaria                   | Grecja                       | 2:1                          |                              | Mecz towarzyski              |
| 8.                           | 29.03.2022                   | Zurych                       | Szwajcaria                   | Kosowo                       | 1:1                          |                              | Mecz towarzyski              |
| 9.                           | 09.06.2022                   | Lancy                        | Szwajcaria                   | Hiszpania                    | 0:1                          |                              | Liga Narodów UEFA            |
| 10.                          | 17.11.2022                   | Abu Zabi                     | Ghana                        | Szwajcaria                   | 2:0                          |                              | Mecz towarzyski              |
| 11.                          | 24.11.2022                   | Al-Wakra                     | Szwajcaria                   | Kamerun                      | 1:0                          |                              | MŚ 2022                      |
| 12.                          | 06.12.2022                   | Lusajl                       | Portugalia                   | Szwajcaria                   | 6:1                          |                              | MŚ 2022                      |
| 13.                          | 15.11.2023                   | Felcsút                      | Izrael                       | Szwajcaria                   | 1:1                          |                              | el. ME 2024                  |
| 14.                          | 18.11.2023                   | Bazylea                      | Szwajcaria                   | Kosowo                       | 1:1                          |                              | el. ME 2024                  |
| 15.                          | 26.03.2024                   | Dublin                       | Irlandia                     | Szwajcaria                   | 0:1                          |                              | Mecz towarzyski              |
| 16.                          | 15.11.2024                   | Zurych                       | Szwajcaria                   | Serbia                       | 1:1                          |                              | Liga Narodów UEFA            |
| 17.                          | 18.11.2024                   | Santa Cruz de Tenerife       | Hiszpania                    | Szwajcaria                   | 3:2                          |                              | Liga Narodów UEFA            |
| 18.                          | 25.03.2024                   | St. Gallen                   | Szwajcaria                   | Luksemburg                   | 3:1                          |                              | Mecz towarzyski              |

## Sukcesy

### FC Basel
- Mistrzostwo Szwajcarii (2×): 2015/2016, 2016/2017
- Wicemistrzostwo Szwajcarii (3×): 2017/2018, 2018/2019, 2020/2021
- Puchar Szwajcarii (2×): 2016/2017, 2018/2019